# Tărlungeni (gmina)
Tărlungeni – gmina w Rumunii, w okręgu Braszów. Obejmuje miejscowości Cărpiniș, Purcăreni, Tărlungeni i Zizin. W 2011 roku liczyła 8320 mieszkańców. 